# Marathon van Praag 2010

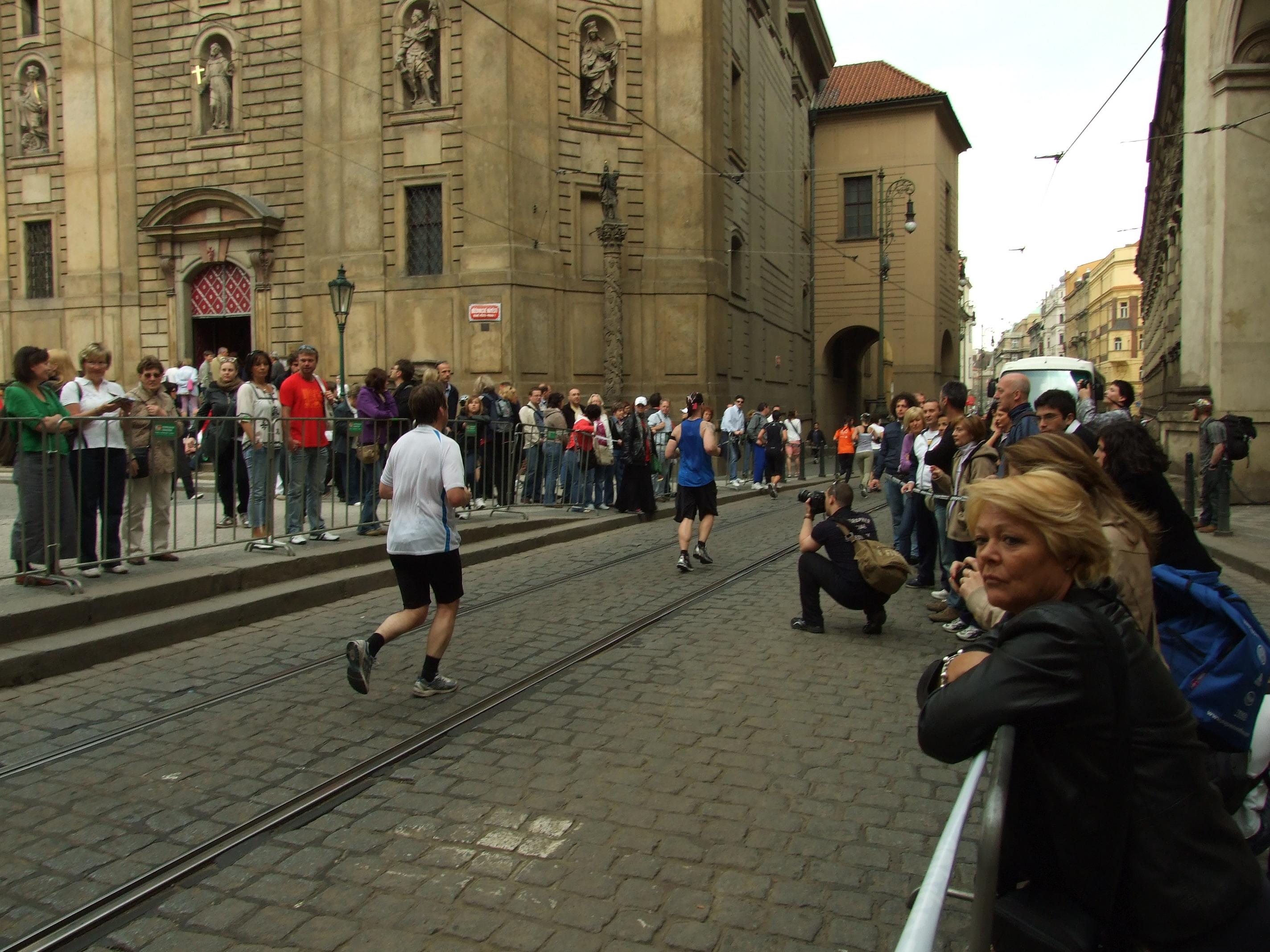
Tijdens de marathon van 2010

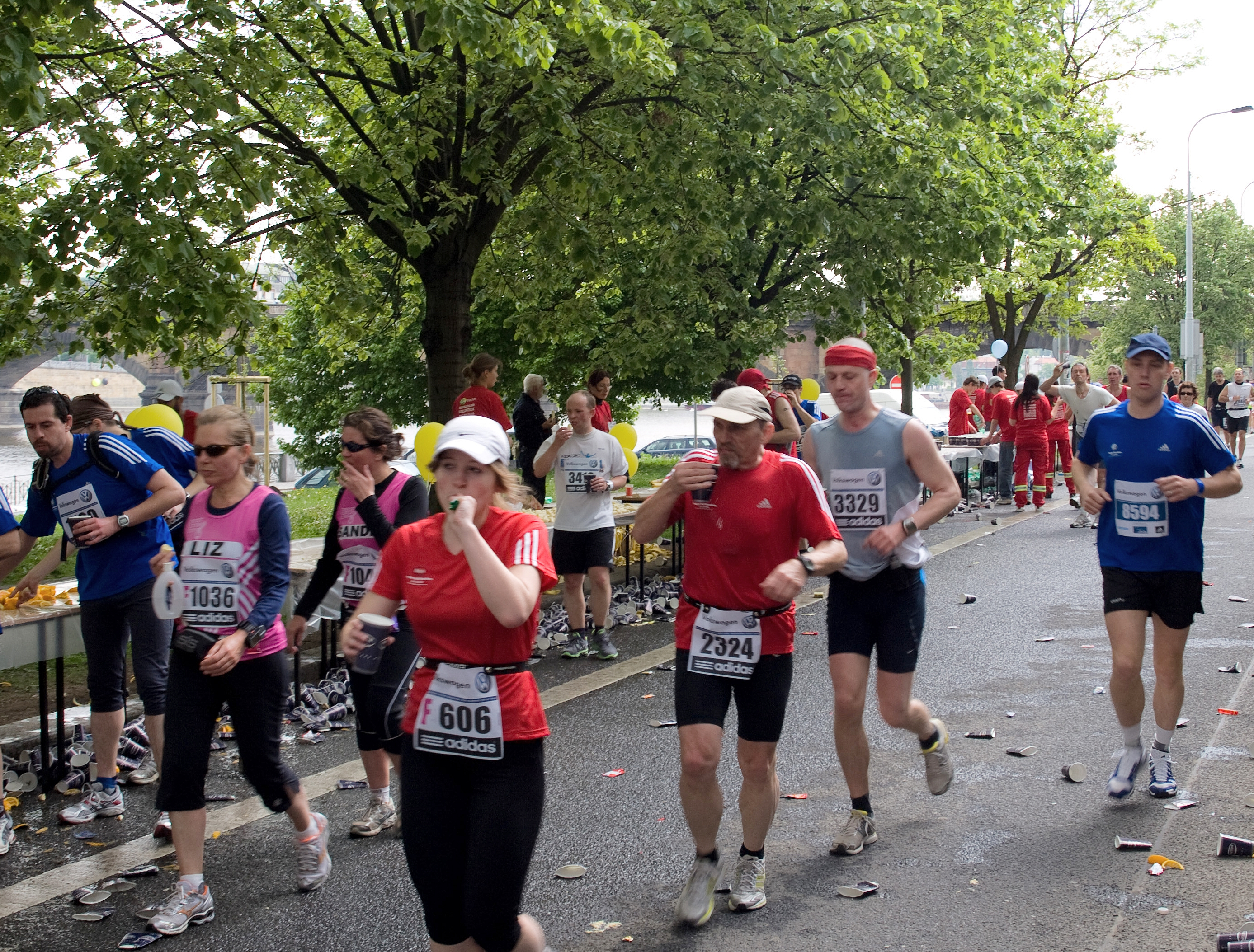
Drankpost tijdens deze editie

De marathon van Praag 2010 werd gelopen op zondag 9 mei 2010. Het was de zestiende editie van deze marathon.
De Keniaan Eliud Kiptanui kwam bij de mannen als eerste aan de finish in 2:05.39. Zijn landgenote Helena Kirop won bij de vrouwen in een parcoursrecord van 2:25.29.
Deze editie was eveneens het toneel van de Tsjechische kampioenschappen. Deze titels werden gewonnen door respectievelijk Petr Pechek (21e in 2:22.18) en Radka Churanova (21e in 2:59.24).
In totaal finishten 4848 marathonlopers, waarvan 806 vrouwen.

## Uitslagen

### Mannen
| rang   | naam                   | land | tijd    |
| ------ | ---------------------- | ---- | ------- |
| Goud   | Eliud Kiptanui         | KEN  | 2:05.39 |
| Zilver | Yemane Tsegay          | ETH  | 2:07.11 |
| Brons  | Nicholas Kipruto Koech | KEN  | 2:07.23 |
| 4      | Getu Feleke            | ETH  | 2:08.04 |
| 5      | Wilson Kiprop          | KEN  | 2:09.09 |
| 6      | Dennis Ndiso           | KEN  | 2:10.51 |
| 7      | Kenneth Mungaru        | KEN  | 2:10.53 |
| 8      | Dereje Debele          | ETH  | 2:11.13 |
| 9      | Solomon Bushendich     | KEN  | 2:11.51 |
| 10     | Josphat Keiyo          | KEN  | 2:11.53 |

### Vrouwen
| rang   | naam                | land | tijd    |
| ------ | ------------------- | ---- | ------- |
| Goud   | Helena Kirop        | KEN  | 2:25.29 |
| Zilver | Alevtina Ivanova    | RUS  | 2:27.36 |
| Brons  | Ashu Kasim Rabo     | ETH  | 2:29.54 |
| 4      | Yuliya Ruban        | UKR  | 2:31.13 |
| 5      | Florence Chepsoi    | KEN  | 2:32.18 |
| 6      | Larisa Zyusko       | RUS  | 2:32.55 |
| 7      | Ljoebov Morgoenova  | RUS  | 2:33.17 |
| 8      | Eyerusalem Kuma     | ETH  | 2:39.15 |
| 9      | Valentyna Poltavska | UKR  | 2:39.26 |
| 10     | Tetiana Mezentseva  | UKR  | 2:40.05 |

1995 ·
1996 ·
1997 ·
1998 ·
1999 ·
2000 ·
2001 ·
2002 ·
2003 ·
2004 ·
2005 ·
2006 ·
2007 ·
2008 ·
2009 ·
2010 ·
2011 ·
2012 ·
2013 ·
2014 ·
2015 ·
2016 ·
2017